# Каридия, Джордж
Джордж Аристид Каридия (англ. George Aristides Caridia); (20 февраля 1869 ― 21 апреля 1937) ― теннисист из Великобритании, двукратный серебряный призёр Олимпийских игр. На Олимпийских играх в Лондоне 1908 года выиграл медали в мужском одиночном и парном (вместе с Джорджем Саймондом) зачёте (в зальных турнирах). В финале соревнования проиграл британцу Артуру Гору. Вышел в полуфинал Уимблдона в 1903 году и в четвертьфинал в 1904 и 1909 годах.
Каридия, как сообщается, результативнее всего играл на крытых кортах, которые наиболее всего подходили к его сильным ударам с отскока. Он одержал победу на Чемпионате Уэльса (где игра проходила в залах) девять раз между 1899 и 1909 годами. Играл в деревне Крейгсайд (графство Дарем) в течение двадцати лет подряд.
Каридия также был членом комитета Всеанглийского клуба лаун-тенниса и крокета. Умер в 1937 году и был похоронен на кладбище Вест-Норвуд.